# 肉弾の王者
『肉弾の王者』（にくだんのおうじゃ）は、1934年（昭和9年）に日本で製作・公開されたサイレント映画である。製作・配給大都映画。

## スタッフ
- 監督 : 大江秀夫
- 原作・脚本 : 八代梨江
- 撮影 : 岩藤隆光

## キャスト
- 隼秀人
- 佐久間妙子
- 琴路美津子
- 松村光夫
- 沖明二